# Brampton-Ouest (circonscription provinciale)
Circonscription électorale provinciale du Canada
Brampton-Ouest ((en) Brampton West) est une circonscription provinciale de l'Ontario représentée à l'Assemblée législative de l'Ontario depuis 2007. 

## Géographie
La circonscription est située au sud de l'Ontario et se limite à la ville de Brampton, près de Toronto.
En 2011, les circonscriptions limitrophes étaient Brampton—Springdale, Dufferin—Caledon, Mississauga—Brampton-Sud, Mississauga—Streetsville et Wellington—Halton Hills. Depuis 2015, les circonscriptions limitrophes sont Brampton-Sud, Wellington—Halton Hills, Dufferin—Caledon, Brampton-Nord et Brampton-Centre.

## Historique
| Législature | Années        | Député | Député         | Parti        |
| ----------- | ------------- | ------ | -------------- | ------------ |
| 39e         | 2007-2011     |        | Vic Dhillon    | Libéral      |
| 40e         | 2011-2014     |        | Vic Dhillon    | Libéral      |
| 41e         | 2014-2018     |        | Vic Dhillon    | Libéral      |
| 42e         | 2018–2022     |        | Amarjot Sandhu | Conservateur |
| 43e         | 2022–2025     |        | Amarjot Sandhu | Conservateur |
| 44e         | 2025–en cours |        | Amarjot Sandhu | Conservateur |

## Circonscription fédérale
Depuis les élections provinciales ontariennes du 4 octobre 2007, l'ensemble des circonscriptions provinciales et des circonscriptions fédérales sont identiques.